# 哈里發國
哈里發國（阿拉伯语：‎，意为「继承」）是由最高宗教和政治领袖哈里發领导的伊斯兰国，穆斯林世界存在的穆斯林帝国通常被称为哈里发国。从概念上说，哈里发国是代表全部虔诚穆斯林社区（乌玛）的主权国家，根据伊斯兰教法由哈里发统治。在其早期，第一个哈里发国正统哈里发，有着直接民主（shura）的成分，其首先由穆罕默德的直接追随者和家族领导，以延续他所建立的宗教体制。哈里发国是“逊尼派的核心领导概念，这是在伊斯兰早期由穆斯林多数所建立的共识”。逊尼派规定，作为国家元首，哈里发应当由穆斯林或其代表选举产生。而什叶派则认为，哈里发应是伊玛目，由真主从默罕默德家族中拣选。自四大哈里发之后，直到661年，哈里发国由不同的王朝统治，第一个是倭马亚王朝，接下来的几个王朝有时各自自命正统，最后的哈里发王朝为奥斯曼帝国。

## 历史
- 阿拉伯帝国：
  -  四大哈里發（632年－661年）
  -  倭馬亞王朝（661年－750年）－四大哈里發的繼承國
    -  安達盧斯的倭馬亞酋長國（750年－929年）
    -  安達盧斯的後倭馬亞王朝（929年－1031年）

  -  阿拔斯王朝（750年－1258年）－倭馬亞王朝的繼承國
  -  法蒂瑪王朝（910年－1171年）
- 鄂圖曼帝國（1299年－1923年）

## 宗教基础
《古兰经》第24章第55节来作为哈里发国的经文依据：
真主应许你们中信道而且行善者（说）：他必使他们代他治理（哈里发）大地，正如他使在他们之前逝去者代他治理（哈里发）大地一样；他必为他们而巩固他所为他们嘉纳的宗教；他必以真主代替他们的恐怖。他们崇拜我而不以任何物配我。此后，凡不信道的，都是罪人。（第24章第55节）

在上述经文中，哈里发一词被译为“继承者”或“掌权者”。依照伊斯兰教法统治国家，根据定义，就是要通过哈里发国进行统治，并援引以下经文：
你当依真主所降示的经典而替他们判决，你不要顺从他们的私欲，你当谨防他们引诱你违背真主所降示你的一部分经典。（第5章第49节）
信道的人们啊！你们当服从真主，应当服从使者和你们中的主事人，如果你们为一件事而争执，你们使那件事归真主和使者（判决），如果你们确信真主和末日的话。这对于你们是裨益更多的，是结果更美的。（第4章第59节）